# Buchberg (Fichtelgebirge)
Der Buchberg ist ein 674 m hoher Berg im bayerischen Fichtelgebirge.
Die aus Porphyr-Granit aufgebaute Erhebung liegt südlich des Dorfes Reicholdsgrün, eines Gemeindeteils der Stadt Kirchenlamitz im Landkreis Wunsiedel im Fichtelgebirge.
Der 23 Hektar große Wald ist einer der wenigen naturnahen Laubwaldbestände im Fichtelgebirge (Hainsimsen-Buchenwald), weshalb das Areal seit 1938 ein geschütztes Naturdenkmal und Natura-2000-Gebiet ist. 
An der Nordseite der Granitwand befindet sich eine Gedenktafel für Arthur Münch, der dort über Jahrzehnte die Wald- und Wildpflege übernommen hatte.

## Geotop
Der Buchberg-Gipfel ist vom Bayerischen Landesamt für Umwelt als wertvolles Geotop (Geotop-Nummer: 479R011) und als Naturdenkmal ausgewiesen.